# Иосиппон бен-Горион
Иосиппон бен-Горион или Горионид, Иосиф Горионидес; Иосиф бен Горион; иначе Псевдо- или Лже-Иосиф (лат. Josephon, Ioseppon или Iosippon), — неизвестный автор еврейской переделки трудов Иосифа Флавия, под именем которого в Италии IX—X веков распространялась переведённая на древнееврейский язык компиляция книг Иосифа Флавия «Иудейские древности» и «Иудейская война» с повествованием от строительства Вавилонской башни до взятия Иерусалима в 70 году. Предполагается, что текст Иосифа Флавия в этой компиляции дополнен рядом маловероятных сведений из ныне утраченных источников (например, из Гегезиппа). Под названием «Иосиппон» данное сочинение было напечатано впервые в 1476 году в Мантуе.
Особый интерес представляет расположенная в начале сочинения «Таблица народов» с перечислением ряда восточноевропейских этнонимов по состоянию на X век. В поддержку норманнской теории иногда приводят то обстоятельство, что русь упомянута в «Иосиппоне» среди германских народов — саксов и англов: «Руси живут на реке Кива, впадающей в море Гурган». В. Я. Петрухин (вслед за автором критического издания Д. Флюссером) под рекой «Кива» предлагает понимать Днепр, на который автор распространил название Киева. Впрочем, в некоторых версиях этот гидроним читается «Кира» <Кура?> Гурган — это Каспийское море. Возможно, текст сохранил память о каспийских походах русов (вниз по Днепру через Азовское море, Дон и Саркел в бассейн Волги).